# 斯瓦巴和扬马延
斯瓦尔巴和扬马延（挪威語：Svalbard og Jan Mayen，ISO 3166-1 二位字母代碼：SJ，ISO 3166-1 三位字母代碼：SJM，ISO 3166-1 三位數字代碼：744）是国际标准化组织定义的一片地区，由享有特殊司法权的挪威领土斯瓦尔巴群岛和扬马延岛组成。尽管这两个地方被国际标准组织被视为一体，但两者在行政上没有关联。斯瓦尔巴和扬马延拥有国家顶级域名.sj。联合国统计局也采用了这个代码来指代这两个地方，但是使用的全称与国际标准组织有所不同，为斯瓦尔巴和扬马延群岛（英語：Svalbard and Jan Mayen Islands）。
斯瓦尔巴是北冰洋上的一片群岛，为挪威领土。根据斯瓦尔巴条约，这片地区相较挪威本土享有特殊地位。扬马延是北冰洋上一个远离大陆的岛屿，无常住人口，由挪威诺尔兰郡管辖。斯瓦尔巴和扬马延均为挪威领土，但都没有得到郡的地位。联合国曾为斯瓦尔巴申请单独的ISO代码，但挪威当局主动提出让扬马延和斯瓦尔巴共享一个代码。

斯瓦爾巴和揚馬延在世界上的位置

## 组成部分

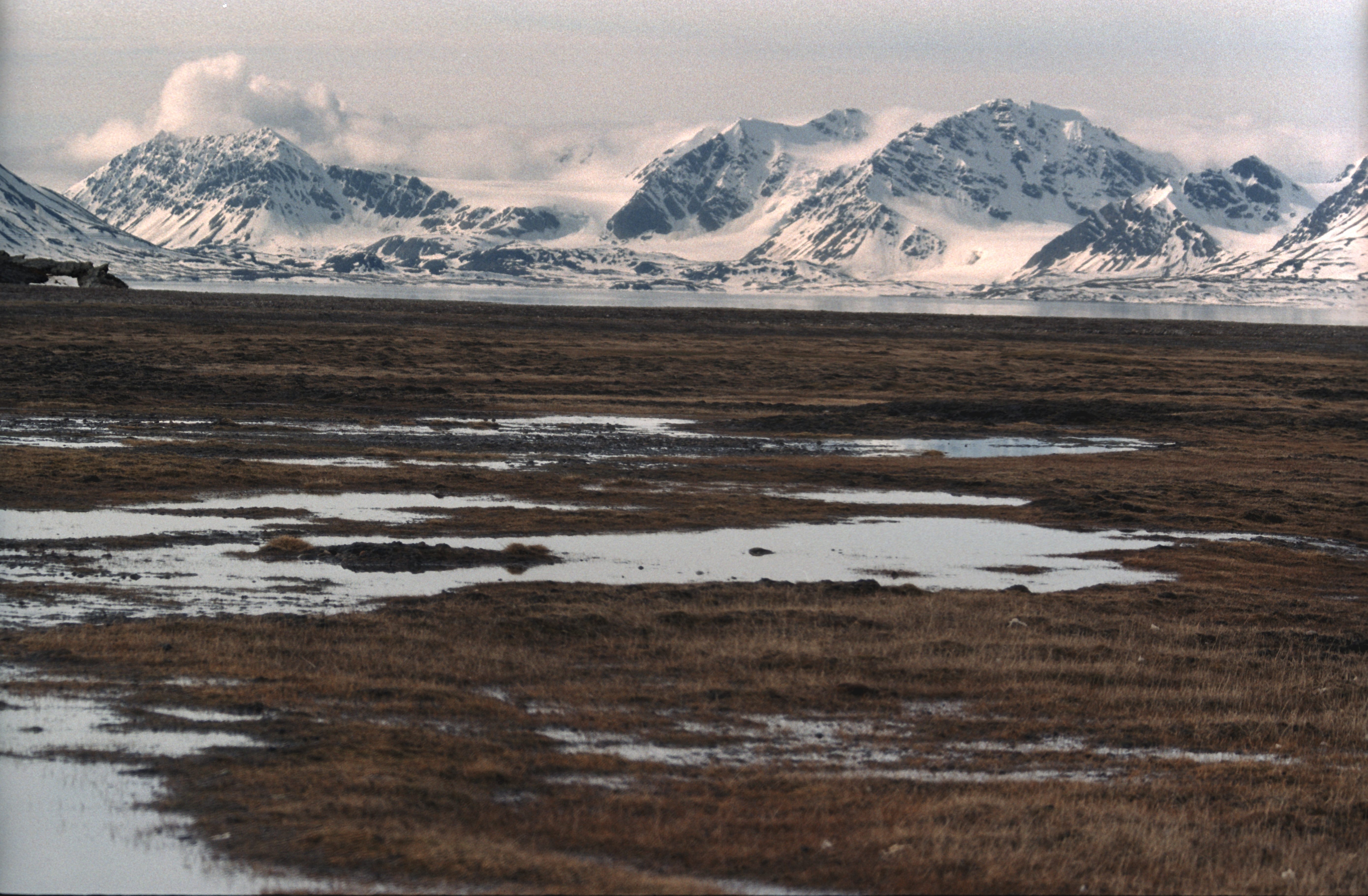
斯瓦尔巴和扬马延的绝大部分地区被北极苔原覆盖，图为贝尔松德

### 斯瓦尔巴
斯瓦尔巴是北冰洋的一片群岛，大约位于挪威与北极点的中点。群岛从北纬74度延伸到81度，从东经10度延伸至35度，面积为61022平方公里。根据2009年人口统计，岛上共有2572位居民。斯匹次卑尔根岛为群岛中最大的岛，其次为东北地岛和埃季島。群岛的行政中心为除数个前哨站外的朗伊尔城和周边人类定居点，这些前哨站包括俄罗斯在巴伦支堡的采矿社区，新奧勒松的研究站和斯维格鲁瓦（Sveagruva）的采矿点。
1920年签定的斯瓦尔巴条约确定了挪威对斯瓦尔巴群岛的主权，1925年通过的斯瓦尔巴法案确立了斯瓦尔巴群岛为挪威王国的独立部分。斯瓦尔巴总督隶属于挪威司法与公共安全部，代表挪威王国对斯瓦尔巴行使主权。与挪威本土和扬马延不同的是，斯瓦尔巴是自由经济区和非军事区，不属于申根区和欧洲经济区。

### 扬马延
扬马延是北冰洋里的一处火山岛，位于挪威海和格陵兰海的交界处。扬马延面积为377平方公里，大部分地区为贝伦火山。岛上人口只有军事与气象站的工作人员。1922年，挪威气象学院将该岛并入挪威，1930年2月27日，该岛在法理上归属挪威。从1994年起，扬马延岛由诺尔兰郡管辖，部分行政权赋予气象站站长。

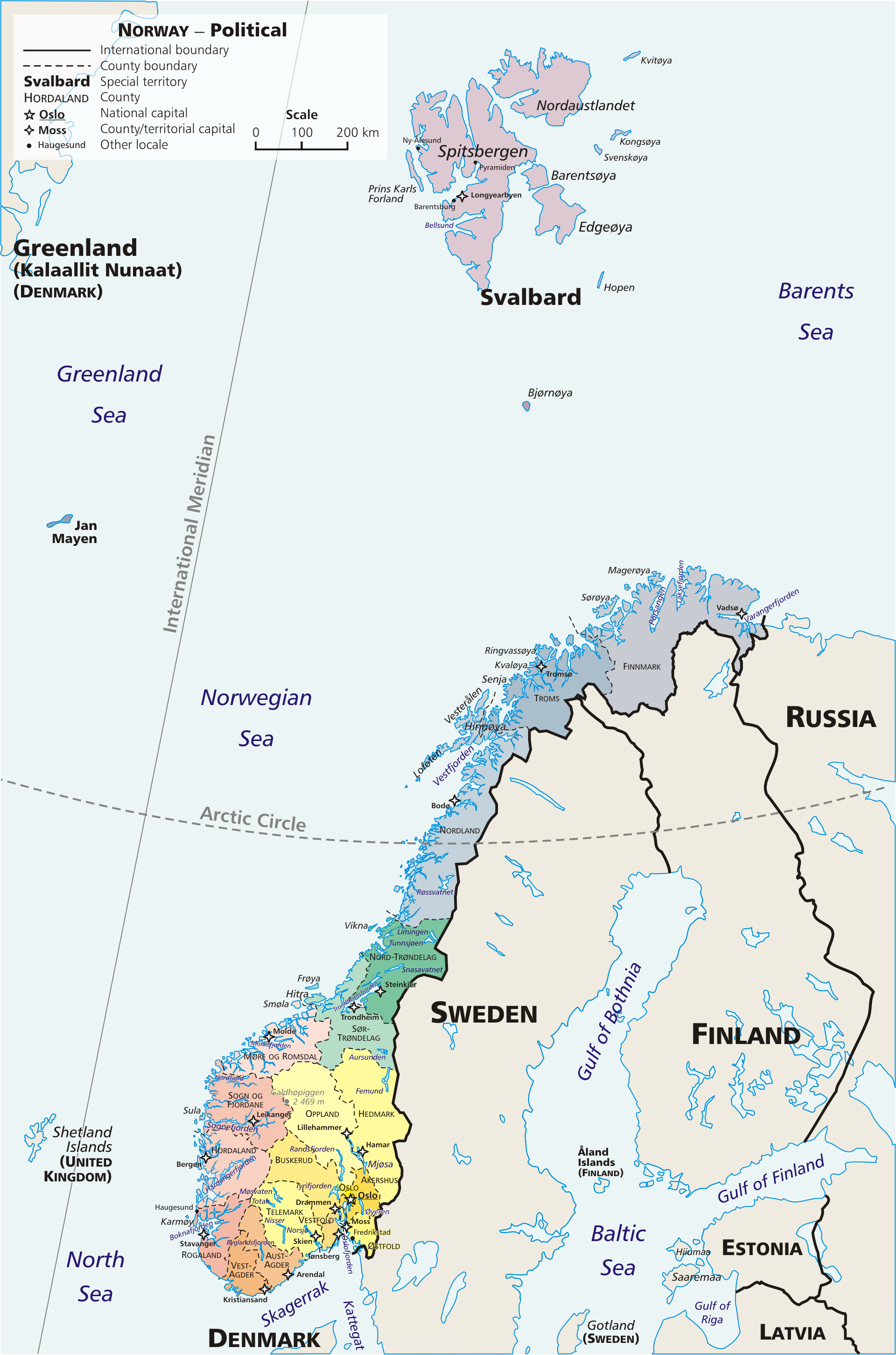
包含斯瓦尔巴和扬马延的挪威地图

## 应用
国际标准化组织的代码分配与联合国统计局的分类一致，因此这两类系统的使用者在报告数据时有时会将斯瓦尔巴和扬马延作为单独一类上报，而不是归为挪威項目中。斯瓦尔巴和扬马延均没有自己的国旗和国徽，挪威国旗通常作为两者的代表。斯瓦尔巴曾尝试独占这个ISO代码，但因为挪威外事部的反对而失败。在表示经济和人口统计数据时，斯瓦尔巴和扬马延通常只指斯瓦尔巴。

### ISO 3166-2
ISO 3166-2:SJ是斯瓦尔巴和扬马延在ISO 3166-2里的条目。然而，在挪威条目ISO 3166-2:NO下，有对各自更详细的描述：
1. NO-21 Svalbard
2. NO-22 Jan Mayen

斯瓦尔巴的次级行政区代码（英語：Hierarchical administrative subdivision codes）为SJ.SV，扬马延的次级行政区代码为SJ.JM。

### 顶级域名
由于拥有一个ISO 3166-1 二位數字代碼SJ，斯瓦尔巴和扬马延被分配一个顶级域名.sj。1997年，斯瓦尔巴和扬马延的顶级域名.sj和布韦岛的顶级域名.bv一道被授予挪威顶级域名.no的管理机构Norid管理。.sj和.bv均被禁止注册，与斯瓦尔巴相关的机构只能注册挪威顶级域名.no。由于挪威当局当不打算将.sj商业化，因此.sj不会被售予第三方。